# Еникьой (окръг Тулча)
Вижте пояснителната страница за други значения на Еникьой.
Еникьой (на румънски: Mihail Kogălniceanu, Михаил Когълничану, старо име Enichioi, Еникьой) е село в окръг Тулча, Северна Добруджа, Румъния, разположено на 20 km южно от град Тулча и река Дунав и на 18 km северно от град Бабадаг. Общината му днес включа самото село Еникьой и селата Конгаз и Хаджилар. Разстоянието от селото до черноморската лагуна Расим югоизточно от него е 12 km. На 6 юли 2011 г. в селото е официално открит барелефен паметник на Васил Левски.

## География
Еникьой е център на община, която включва още две села – Конгаз (Ръндуника), разположено на 7 km от Еникьой, и Хаджилари (Лъстуни), на 3 km западно. Път DN22 Тулча – Кюстенджа свързва селото с двата големи окръжни града. Железопътната гара на селото е на 3 km от центъра на жп линията от Тулча, която при Йовково се свързва с българските железници. В непосредствена близост, (на 4 km) има и гражданско летище. Пътническите полети до него са преустановени и то се използва само от селскостопанската авиация.
Землището на селото е разположено на обширно равнинно плато с гористи хълмове в Северна Добруджа. То се пресича от север към юг от речно корито, което се влива в езерото Бабадаг. Водният отток се увеличава по време на големи дъждове, но впоследствие силно намалява и дори пресъхва през лятото.
Климатът е умерено-континентален за крайморска степна зона. Близостта на морето дава мека зима, но лятото най-често е горещо. Средната годишна температура е 11,1 °С, с най-студен месец януари (0,8 °С) и най-топъл юли. Средното годишно количество на валежите е 750 mm.
Има остатъци от широколистни гори по хълмовете и диви степени видове в необработваните полски местности. Преобладават гризачи, птици, характерни за степната зона, безгръбначни.

## История

### Праистория и Средновековие
Археологическите находки показват наличието на културно население в тези земи от дълбока древност. Най-старите находки се свързват с тракийските племена на гетите и римската епоха.
В ранното Средновековие това е районът, в който хан Аспарух основава Българската държава. След период на византийско управление въстанието на Асен и Петър възстановява българската власт. При падането под османска власт районът е част от феодално раздробената в края на 14 в. българска държава управлявана от деспотите Добротица и Иванко. В землището на селото е открита най-богатата находка на татарски монети в днешна Румъния. В последните години на властването си Иванко, притиснат от турците, признава върховенството на татарския хан и неговите монети носят такава контрамарка.

### Ново време
През 19 в. това е едно от значимите места на Българското национално възраждане. През Руско-турската война 1829 – 1830 г. тук се преселват много българи от Северна и Източна Тракия и оттук води името си Еникьой, което преведено от турски език значи Новоселци, а в селото идват и преселници от едноименното село Еникьой в Източна Тракия (днес в Турция). Според Антон Борлаков, през 1866 г. в селото Васил Левски учителства и организира населението за отпор срещу турци и татари.
През Руско-турската освободителна война 1877 – 1878 г. в селото се настаняват тракийски българи, преселили се по-рано в Бесарабия и вървящи с руската армия. Местните българи работят усърдно за икономическия си просперитет и участват активно в църковно-националните борби, основават се българско училище и църковна община. Имената на легендите на националноосвободителните ни борби Васил Левски, Любен Каравелов, Стефан Караджа и поп Харитон са тясно преплетени в историята на този стар български край. Активна румънска колонизация започва след Берлинския договор в 1878 г.
След прогонването на румънските власти от Добруджа по време на Първата световна война жителите на селото веднага възстановяват българската общинска власт, църква и училище и изпращат две последователни петиции-телеграми до министър-председетеля и Народното събрание, с които категорично искат присъединяване към България: първата е от Селската комисия с председател Димитър Стоянов Гемишлиев, а втората – от новообразувания орган на местната власт – „Народен комитет на с. Еникьой, Тулчанска околия“ с председател Иванчо Козарев. Последният участва и депутацията до София, връчила на министър-председателя Васил Радославов меморандума от „Първия добруджански велик народен събор“, който учредява „Централния добруджански народен съвет“ и селищните организации и „Ръководни комитети“, като органи на местната власт. Еникьойци активно участват и във „Втория добруджански велик народен събор“, на който е учредено „Първо добруджанско областно събрание“ и е избрана 33-членна „Изпълнителна комисия“ с неограничени правомощия. Депутати от селото на него са Кирчо Иванов Кирчев и Кралю Желев.
По Берлинският протокол селото заедно с цяла Добруджа става част от територията на Царство България. С Ньойския договор Антантата предава областта под румънската власт, но до 1940 г. населението тук остава изключително българско, когато по Крайовският договор е принудително изселено от румънската власт.

## Васил Левски и с. Еникьой
След участието си в Първата българска легия и кратко учителстване Апостолът на свободата Васил Левски посещава Тулча, където живее Стефан Караджа, и се установява в с. Еникьой през март 1866 г., където по препоръка на Цаню Захариев и Васил Тотьович е назначен за учител в българското училище на селото. То първоначално се помещава в къщата на Къньо Желязков. Като даскал Левски има квартира в същата къща. Друг негов хазяин е Кольо Каябашев. През октомври Дяконът минава във Влашко, връща се след два месеца и от началото на 1867 г. отново е учител тук, този път в съседното село Конгаз. Левски в тези години често пее като псалт на службите в Еникьойския храм „Св. св. Кирил и Методий“. С гласа, честността и ведрия си нрав дяконът печели възхищението на местните хора. Той не допуска разпространените тогава телесни наказания на учениците и възпитава чувството за красота у децата, като им показва как да подреждат брани в гората цветя и клонки, и да красят с тях класната стая. Заедно с учителстването Левски развива революционна пропаганда и в 1866 г. организира патриотична „Тайна дружина“, които да подготви населението за бъдещо въстание и за активна самозащита срещу постоянните издевателства на черкези, татари и турци. Организира борби и състезания, занятия по гимнастика, прескачане на ровове и плетове, стрелба, надбягване и др. Обикаля околните села и привлича съмишленици. Запознава се и с поп Харитон, тогава свещеник в с. Конгаз. Не е изключено тук Апостолът да получава прозвището си. В документирана приписка учителят Манчо Ненков Джуджев пише: ”Дяконе Василе, Лъвски те кръстихме, когато ний тогаз; от Еникьой в Конгаз, като прескочи хаджи Герговата мааза. 1868. с. Зебил. М. Н. Джуджев”. През пролетта на 1867 г. Левски заминава за Влашко, където става знаменосец в четата на Панайот Хитов. По свидетелства на очевидци над 70 г. след това еникьойци пазели и се радвали на плодовете на 3 крушови дървета, посадени от Апостола в църковния двор до училището. Западно от пътя, навлизащ в селото, е сградата на старото училище.
Храмът, в който пее Левски − „Св. св. Кирил и Методий“, е изписан в 1866 г. от видните майстори от Тревненската художествена школа – зографите Захария Цанюв и сина му Цаню /Стефан/ Захариев, тяхна творба е и иконостасът му. Патронната икона на храма е подарена от Васил Тотьович – роднина на Левски от Карлово по майчина линия. Рисувана е същата година от споменатите тревненски зографи. Младият зограф е силно повлиян от личността и идеите на Апостола, с който 3 месеца делят квартира и легло в Еникьой, и става един от революционерите, участвали в битките на Тревненската чета през Априлското въстание. Църквата „Св. св. Кирил и Методий“ е запазена и въпреки скромния ѝ облик, и до днес в нея се извършва богослужение. Запазено е и училището на Левски, днес в него е медицинската служба на селото. На 6 юли 2011 г. на входа на сградата е официално открит барелефен паметник на Васил Левски, поставен от ВМРО.

## Икономика и съвременно състояние
Селото е прекръстено на името на Михаил Когълничану. Скотовъдството и земеделието и днес са основен поминък на населението. Сеят се житни култури. Особено важна е маслодайната рапица. Животновъдството се развива основно в свинекомплекса и в комплекса за отглеждане на агнета, но и в по-малките стопанства на домакинствата и в семейните асоциации. В общината се отглеждат около 10 730 птици, 656 говеда, 2255 кози, 8845 овце, 1195 свине, 253 коня, 387 семейства пчели.
Общината е с население 3872 души и обхваща 14 016 ха, от които земеделски земи са 7561 ха, а от тях се обработват 6011 ха. Трудово заети са 1025 души, от които в селското стопанство 815. Възрастово най-голяма е групата на населението между 17 и 60 години – 66,8%, младежите под 17 години са 25,8%, а хората над 60 годишни са 7,4%. Мъжете са 50,7%, а жените 40,3% от населението. 

Общината е електрифицирана, питейното водоснабдяване обхваща 80%, а асфалтовите настилки 3% от площта ѝ, има кабелна телевизия и интернет. Работят три детски градини, три основни училища (по едно във всяко от съставните ѝ селища) и едно средно училище в общинския център. Като медицински практики има две аптеки и два лекарски кабината.

## Личности
Работили и живели в Еникьой
- Васил Левски – в 1866 – 1867 г. работил като учител в селото и в съседното с. Конгаз
- Васил Тотьович – роднина на Левски по майчина линия, ктитор на църквата в селото
- Захария Цанюв (1810 – ?) – иконописец от Трявна, зографисал църквата в селото
- Цаню (Стефан) Захариев (1840 – 1902) – революционер и иконописец от Трявна, участник в Тревненската чета през Априлското въстание, зографисал църквата в селото